# Piggelin (glass)

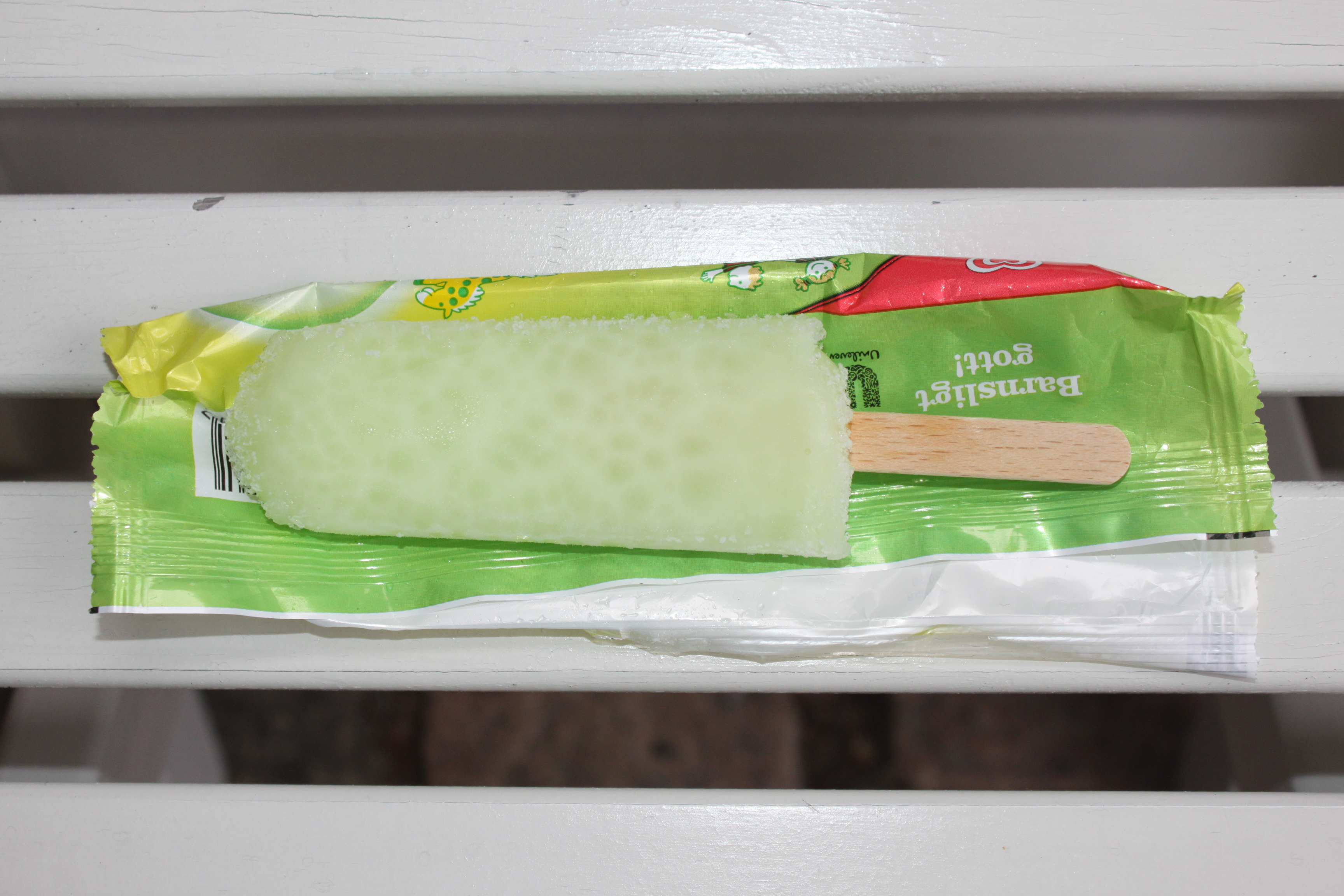
Isglassen Piggelin, 2013.

Piggelin är en isglass med tuttifrutti-smak och tillika den minsta glassen från GB. När den lanserades 1972 var glassen långsmal och cylinderformad, och den fanns även med apelsinsmak (röd glass). 1973 ersattes apelsinsmaken med citronsmak (gul glass), men den försvann från sortimentet efter två år. 1976 ändrade Piggelin form till rätblock. 1995 minskades vikten på Piggelin från 54 till 48 gram. 1998 fick glassen rundad topp och åter en vikt på 54 gram. Volymen är 55 ml.
Piggelin säljs styckvis, i 15-pack och 10-pack. Den ingår även i GB:s blandade glasslådor kallade Klassikerlåda och Favoriter.
Logotypen har periodvis omfattat en häst, lekande barn och lejonet Max (1998–1999).